# Anny Schröder-Ehrenfest
Anny Schröder-Ehrenfest  (* 16. Mai 1898 in Wien; † 11. April 1972 in Bad Segeberg) war eine österreichische Malerin, Grafikerin und Textilkünstlerin.

## Leben und Werk
Anny Schröder-Ehrenfest war die Tochter von Kunstprofessor Severin Schröder. Sie besuchte von 1913 bis 1916 die k. k. Kunstgewerbeschule des K. K. Österreichischen Museums. Von 1914 bis 1915 war sie in der  Fachklasse für Architektur bei Oskar Strnad, 1915 studierte sie in der Fachklasse des Architekten Josef Hoffmann und von 1915 bis 1916 in den Werkstätten für Emailarbeiten bei Adele von Stark. Von 1917 bis 1925 arbeitete sie an der Wiener Werkstätte, wo sie verschiedene Anfertigungen machte: Email, Stoffe, Metallarbeiten, Glas, Gebrauchsgrafik, Adventkalender, Spitzen, Tülldecken, Schmuck, Keramik, Schachteln mit Tunkseide bezogen, mit Silhouette unter Glas auf dem Deckel, Spielkarten. Sie arbeitete auch an den Mappenwerken Die Mode (1914/1915) und Das Leben einer Dame (1916) mit.
1918 heiratete sie Otto Ehrenfest, von dem sie 1924 geschieden wurde. 1919 arbeitete sie in Halle an der Saale als Künstlerin und Dozentin an der städtischen Handwerker- und Kunstgewerbeschule.  Nach 1922 hielt sie sich mehrfach im Zentrum der deutschen Schmuckindustrie in Pforzheim auf. Im Jahr 1924 besuchte sie für 5 Monate Istanbul, wo sie verschiedene Gemälde anfertigte. 1933 wurde ihr der österreichische Staatspreis für Graphik verliehen. Von 1930 bis 1938 war ihr Lebensmittelpunkt in Berlin. Dort beteiligte sie sich an der Berliner Frauenkunstbewegung und trat der „Freien Vereinigung der Graphiker zu Berlin“ bei, deren zweite Vorsitzende sie bis 1932 war. An der privaten Unterrichtsanstalt des „Vereins der Künstlerinnen in Berlin“ unterrichtete sie von 1933 bis 1935.
In der Zeit des Nationalsozialismus war Anny Schröder-Ehrenfest obligatorisch Mitglied der Reichskammer der bildenden Künste. Für diese Zeit ist ihre Teilnahme an acht Ausstellungen sicher belegt, darunter 1942 in der Anhaltinische Gemäldegalerie Dessau eine Personalausstellung mit Otto Niemeyer-Holstein, Otto Manigk, Arno König und Hans Orlowski.
1943 zog sie nach Pforzheim, wo sie 1945 wegen Bombenangriffen auf ein Gut bei Demmin evakuiert wurde. Da ihre Wohnung in Pforzheim ausgebombt wurde, verlor sie große Teile ihres Besitzes, darunter auch ihre künstlerischen Werke und wurde ab 1945 in Bad Segeberg ansässig.
Sie war von 1926 bis 1938 als Frau Außerordentliches Mitglied des „Hagenbundes“, außerdem Mitglied beim „Österreichischen Werkbund“, beim „Zentralverband bildender Künstler“ und der „Wiener Frauenkunst“, für die sie auch an der Organisation und Konzeption von Ausstellungen beteiligt war. Sie illustrierte für verschiedene Verlage, so zu De Coster, Till Eulenspiegel und zu den Werken von Charles Sealsfield. Ihre Werke werden heute noch im Kunsthandel angeboten.

## Ausstellungen (Auswahl)
- 1915: Modeausstellung
- 1922: Deutsche Gewerbeschau München
- 1926: Berlin
- 1927: „Wiener Frauenkunst“
- 1929: Wien
- 1930: „Wie sieht die Frau“, Wien
- 1946: Hamburg
- 1951: Kollektivausstellung im Suermondt-Museum in Aachen und im Städtischen Museum in Remscheid